# Субцинкторіум
Субцинкто́ріум, субцинкто́рій (лат. subcinctorium) — елемент літургійного одягу папи римського, використовується під час урочистої літургії. За зовнішнім виглядом нагадує маніпул, але носиться не на руці, а на поясі, кріпиться до верві альби. На одному кінці вишивається Агнець, на іншому кінці — хрест. Відповідає православній палиці. У Середні віки використовувався єпископами і в окремих випадках, священиками. З XVI століття стає привілеєм Папи і єпископів міланської дієцезії. Другий Ватиканський собор скасував обов'язкове вживання субцинкторіума.